# SN 2008bi
SN 2008bi – supernowa typu Ia odkryta 22 marca 2008 roku w galaktyce NGC 2618. W momencie odkrycia miała maksymalną jasność 15,90m.